# Futbol a Moldàvia

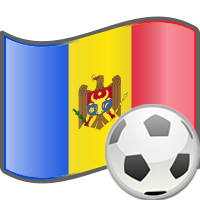

El futbol és l'esport més popular a Moldàvia, sobretot després de la independència de la Unió Soviètica el 1992. És dirigit per la Federació Moldava de Futbol, fundada el 1990.

## Competicions
- Lliga:

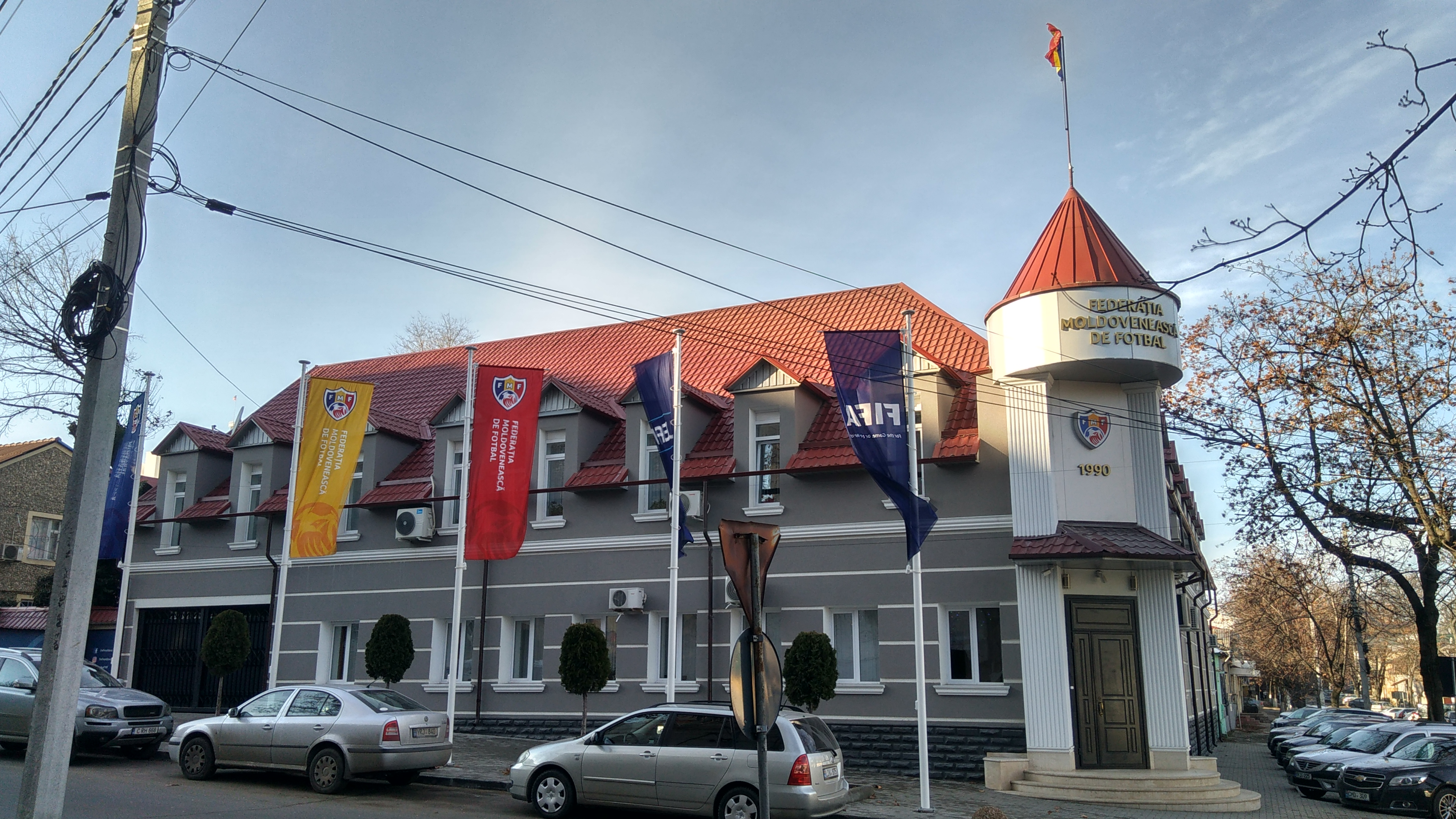
Seu de la Federació Moldava de Futbol.

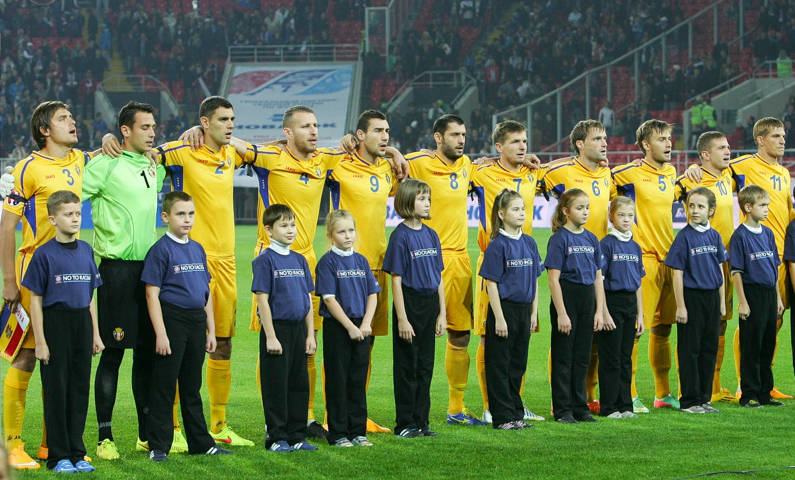
Selecció moldava l'any 2014.

  - Divisió Nacional de Moldàvia - Super Liga
  - Divisió A de Moldàvia - Liga 1
  - Divisió B de Moldàvia - Liga 2
- Copa moldava de futbol
- Supercopa moldava de futbol

## Principals clubs
Clubs amb més títols de lliga i copa (a 2018):
- FC Sheriff Tiraspol
- FC Zimbru Chișinău
- FC Dacia Chişinău
- FC Tiraspol
- FC Milsami Orhei
- CS Tiligul-Tiras Tiraspol
- FC Nistru Otaci

## Jugadors destacats
Font:
Des de 1950
- Yuri Korotkov
- Vladimir Țincler

Des de 1960
- Vladimir Veber
- Evgeny Larin

Des de 1970
- Ion Caras
- Grigory Janez
- Anatol Teslev
- Pavel Cebanu

Des de 1980
- Valentic Kovac
- Nicolae Cebotari

Des de 1990
- Ion Testimiţanu
- Radu Rebeja
- Serghei Clescenco

Des de 2000
- Stanislav Namașco
- Alexandrou Epureanu
- Serghei Covalciuc
- Valeriu Catînsus
- Serghei Rogaciov

Des de 2010
- Alexandru Gațcan
- Victor Golovatenco

## Principals estadis

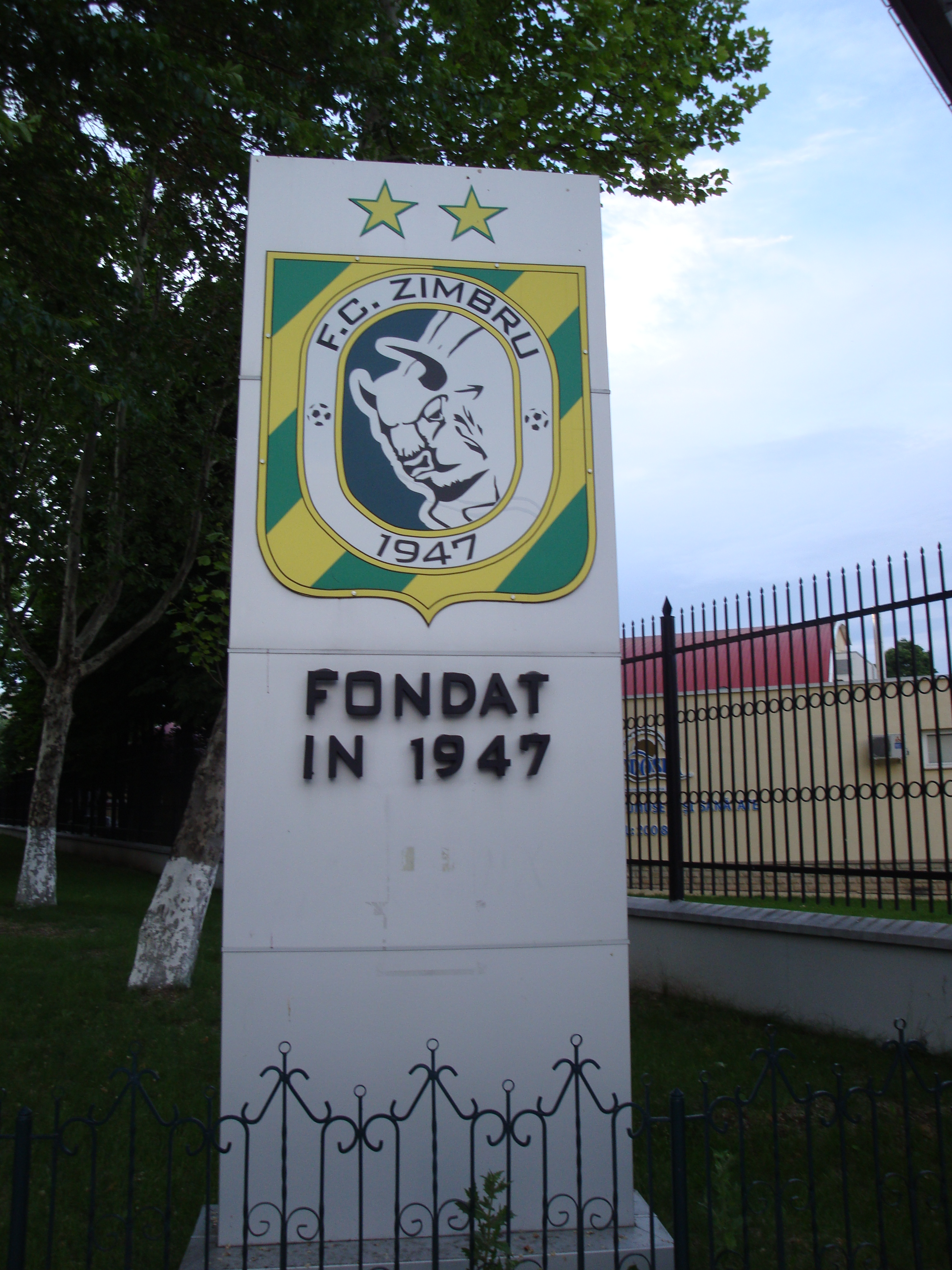
Entrada a l'estadi del Zimbru Chișinău.

| # | Estadi                   | Capacitat | Ciutat   | Inauguració |
| - | ------------------------ | --------- | -------- | ----------- |
| 1 | Stadionul Sheriff        | 13.000    | Tiraspol | 2002        |
| 2 | Stadionul Zimbru         | 10.500    | Chişinău | 2006        |
| 3 | Stadionul Moldova        | 8.550     | Speia    | -           |
| 4 | Stadionul Republican     | 8.084     | Chişinău | 1952-2007   |
| 5 | Malaya Sportivnaya Arena | 8.000     | Tiraspol | 2002        |